# Impact, Muang Thong Thani
Impact, Muang Thong Thani (tiếng Thái: ศูนย์แสดงสินค้าและการประชุม อิมแพ็ค เมืองทองธานี) là một khu phức hợp thương mại nằm ở Muang Thong Thani thuộc huyện Pak Kret của tỉnh Nonthaburi, một vùng ngoại ô ở phía bắc Băng Cốc, Thái Lan. Khu phức hợp bao gồm một nhà thi đấu, trung tâm hội nghị và hội trường triển lãm.
Đây là địa điểm tổ chức hội nghị và triển lãm lớn thứ hai ở châu Á với diện tích sàn trong nhà hơn 140.000 m². Hội trường Challenger của khu phức hợp hiện là phòng triển lãm miễn phí lớn nhất thế giới. Mỗi năm, khu phức hợp tổ chức hơn 490 sự kiện và đón hơn 15 triệu khách tham quan.

## Thành phần
- Sân vận động (hội trường) IMPACT - 12,000 chỗ ngồi dành cho những buổi hòa nhạc. Đây là địa điểm vui chơi giải trí chính và có quy mô lớn đối với Băng Cốc. Những buổi hòa nhạc đã được tổ chức ở đây bao gồm của rất nhiều nghệ sĩ như Westlife, Oasis, Janet Jackson, Kylie Minogue, Fatboy Slim, Pet Shop Boys, Travis, Keane, Christina Aguilera, Beyoncé, Avril Lavigne, The Black Eyed Peas, Mariah Carey, Backstreet Boys, Red Hot Chili Peppers, Maroon 5, Simple Plan, The Rolling Stones, Roger Waters, Cliff Richard, Gwen Stefani, Robbie Williams, Tata Young, Sting, Eric Clapton, Elton John, Deep Purple, Scorpions, Green Day, Tom Jones; các nghệ sĩ Đài Loan như Châu Kiệt Luân và ban nhạc nổi tiếng F4; cũng như các nghệ sĩ Hàn Quốc như TVXQ, JYJ, Super Junior, Big Bang, Girls' Generation, SS501, EXO, 2PM, BTS, CN Blue và WINNER; Các nghệ sĩ rock Nhật Bản như AKB48 group,X Japan và L' Arc -en- Cie; sao Thái Lan như Caraba, Bird Thongchai McIntyre và Palmy cũng như Disney on Ice. Hội trường cũng được sử dụng cho các cuộc thi hoa hậu như Hoa hậu Hoàn vũ 2005, Hoa hậu Hoàn vũ 2018 và 2007 Summer Universiade. Nó còn được sử dụng để tổ chức muay Thái và giải quần vợt Thái Lan mở rộng. Tháng 5, 2011, hội trường được dự kiến làm địa điểm cho cuộc thi Hoa hậu Trái Đất 2011, tuy nhiên do lũ lụt ở Băng Cốc, Thái Lan, cuộc thi đã được chuyển trở lại Philippines. Sau đó, hội trường cũng được sử dụng cho cuộc thi Hoa hậu Hòa bình Quốc tế 2013, cũng như Mister Universe.
- Quảng trường Aktiv - Một giảng đường ngoài trời có diện tích 37,940 m vuông dành cho các buổi hòa nhạc ngoài trời có sức chứa lên đến 40,000 người. Siêu sao người Mỹ Michael Jackson từng biểu diễn ở đây vào ngày 5 tháng 11 năm 1996, trong tour diễn HIStory World Tour của mình.
- Trung tâm Hội nghị IMPACT - 30.000 vuông m với 2.000 m vuông của Grand Diamond Ballroom và phòng họp.
- Trung tâm Triển lãm IMPACT - 47.000 mét vuông.
- IMPACT Challenger - Một sảnh triển lãm miễn phí lớn nhất thế giới với 60.000 m vuông.
- Khách sạn IMPACT - Một khách sạn 4 sao của Novotell với 400 phòng.

## Lịch sử
Nằm ở ngoại ô phía Bắc thành phố Pakkret, cách Băng Cốc khoảng 40 km, Muang Thong Thani (Golden City) được thành lập bởi nhà phát triển bất động sản Bangkok Land vào năm 1989 như một thành phố độc lập với căn hộ cao tầng và dân số dự kiến đến khoảng 150.000 người.
Dự án bị trì hoãn giữa những năm 1990 do cuộc khủng hoảng tài chính Đông Á, nhưng sau đó được làm lại vào năm 1998 khi Băng Cốc lấy đất xây dựng sân vận động Mueang Thong Thani là một trong ba sân vận động dùng để tổ chức Đại hội Thể thao châu Á năm 1998. Sân vận động đã được mở rộng và đổi tên thành Trung tâm Triển lãm IMPACT vào năm 1999. Trung tâm Hội nghị IMPACT được xây dựng vào năm 2000, trong khi việc mở rộng Trung tâm Triển lãm IMPACT được hoàn thành vào năm 2003. IMPACT Challenger đã được hoàn thành vào đầu năm 2006.

## Sự kiện nổi bật
- Ngày 31 tháng 5 năm 2005: Hoa hậu Hoàn vũ 2005
- Ngày 12 tháng 7 năm 2008: Super Show – Super Junior,  với 16,000 người tham dự
- Ngày 27 và 28 tháng 6 năm 2009: The 3rd Asia Tour: Mirotic - TVXQ, với sự tham dự của 32,000 người
- Ngày 28 và 29 tháng 11 năm 2009: Super Show 2 – Super Junior[2] diễn ra thành công với 32.000 người tham dự
- Ngày 2 và 3 tháng 4 năm 2011: JYJ World Tour Concert - JYJ, với 22,000 người tham dự
- Ngày 15 và 16 tháng 1 năm 2011: Super Show 3 – Super Junior, cùng 31,000 khán giả
- Ngày 12 tháng 2 năm 2012: 2011 Girls' Generation Tour - Girls' Generation, với 11,000 vé được bán ra trong vòng 10 phút
- Ngày 16, 17 và 18 tháng 3 năm 2012: Super Show 4 – Super Junior với số lượng người tham dự lên đến 40,000[3]
- Ngày 6 và 7 tháng 10 năm 2012: BIGBANG Alive Galaxy Tour 2012 - Big Bang, với 26,000 người tham dự
- Ngày 3 và 4 tháng 8 năm 2013: Super Show 5 – Super Junior với 29,197 khán giả và $3,836,254 là số doanh thu được[4]
- Ngày 26 tháng 9 năm 2013: Believe Tour - Justin Bieber
- Ngày 19 tháng 11 năm 2013: Hoa hậu Hòa bình Quốc tế 2013
- Ngày 13 và 14 tháng 9 năm 2014: EXO Planet #1 "The Lost Planet" - EXO với hơn 22,000 người tham dự
- Ngày 11 tháng 1 năm 2014: Girls' Generation đã tổ chức Girls' Generation World Tour Girls & Peace in Bangkok tại đây với 12,000 người tham dự[5]
- Ngày 11 tháng 2 năm 2014: Avril Lavigne On Tour - Avril Lavigne[6]
- Ngày 20 tháng 3 năm 2014: The Moonshine Jungle Tour - Bruno Mars[7]
- Ngày 9 tháng 5 năm 2014: AON: All or Nothing World Tour - 2NE1
- Ngày 20 và 21 tháng 6 năm 2015: EXO Planet #2 "The EXO'luxion" - EXO với 27,476 người tham dự
- Ngày 30, 31 tháng 1 năm 2016: Girls' Generation's Phantasia in Bangkok với 20,000 người tham dự.
- Ngày 11 và 12 tháng 6 năm 2016: Fly in Bangkok - GOT7, với hơn 24,000 người tham dự.
- Ngày 10 và 11 tháng 9 năm 2016: EXO Planet #3 "The EXOr'dium" - EXO với 26,984 người tham dự
- Ngày 17 và 18 tháng 6 năm 2017: Thailand Tour 2017 Nestival - GOT7
- Eye On You in Bangkok - GOT7, được tổ chức 3 ngày liên tiếp.
- Celine Dion live in Bangkok 2018
- Ngày 16, 17 và 18 tháng 3 năm 2018: EXO Planet #4 – "The EℓyXiOn" - EXO với 33,000 người tham dự
- Ngày 17 tháng 12 năm 2018: Hoa hậu Hoàn vũ 2018
- Ngày 11,12 và 13 tháng 1 năm 2019 : BLACKPINK world tour "IN YOUR AREA" - BLACKPINK với 29,241 người tham dự.
- Ngày 12,13 và 14 tháng 6 năm 2019 : BLACKPINK world tour "IN YOUR AREA: ENCORE in Bangkok" - BLACKPINK với 28,776 người tham dự.
- Ngày 15 tháng 6 năm 2019: Twicelights World Tour- TWICE với 8,000 người tham dự
- Ngày 23 tháng 8 năm 2019: Twenty Tour- Westlife

Ngày 28/1/2023, MANIFESTO DAY 1 CONCERT ENHYPEN
- Danh sách sân vận động quần vợt theo sức chứa